# Gonomyia walkeri
Gonomyia walkeri är en tvåvingeart som beskrevs av Günther Theischinger 1996. Gonomyia walkeri ingår i släktet Gonomyia och familjen småharkrankar. Inga underarter finns listade i Catalogue of Life.